# Settimo Torinese
Settimo Torinese (en français Septime) est une ville italienne, fortement industrialisée, de la ville métropolitaine de Turin dans le Piémont. Elle est la dixième commune du Piémont par sa population qui dépasse en nombre quelques chefs-lieux de province de cette région.

## Histoire
Le nom dérive du latin, (ad) septimum (lapidem), ou « près de la septième (pierre milliaire) » et se rapporte à la distance de Turin, (Augusta Taurinorum). Dans le passé, la localité porta le nom de Septimum Taurinensem.
L'origine est certainement romaine parce qu'en dehors de son nom, elle se trouve sur le tracé de la voie romaine Turin-Pavie-Plaisance. On a retrouvé dans la ville une inscription votive au nom de Jupiter Excellent Maximus, inscription typique que l'on retrouvera sur le fronton des églises avec les lettres D.O.M. : à Dieu Excellent et très Grand. 
La position stratégique de Settimo entre Turin et Milan a toujours attiré la convoitise des puissants et la ville a souvent été au centre de querelles, notamment entre les marquis de Monferrat et la Savoie qui l'épointèrent en l'an 1435. Les derniers seigneurs féodaux furent les marquis Galletti de Barolo, comtes de Settimo à la fin du XVIIIe siècle. Aujourd'hui, Settimo Torinese est un gros centre industriel de la grande agglomération turinoise, résultat d'un long développement commencé dès la fin du XVIIe siècle avec le renouvellement de l'agriculture suivie par le début de l'industrialisation à l'aube de l'unité italienne. Le président Giovanni Gronchi a accordé à Settimo Torinese le titre de « Ville » le 28 septembre 1958.
Le 28 septembre 2008 a été célébré le cinquantième anniversaire de « Settimo Città », avec des grandes célébrations en conclusion de toute une série d'initiatives, par exemple la rénovation du centre historique.

## La Tour
(mai 2021).
La Tour est le dernier élément rescapé de l'ancien château, gravement endommagé pendant les guerres franc-asburgiche du XVIe siècle.
Le château et la Tour furent construits sur le site d'un fortin précédent, dont très peu de traces ont été conservées. Les différentes parties du château ainsi que leur disposition ne sont pas connues à ce jour. Toutes les reconstitutions proposées sont aujourd'hui le fruit de conjectures.
Les sources du XVe siècle attestent que le complexe défensif de la ville était très important. Au-delà du château lui-même, celui-ci comprenait la « villa », ou bourg, et le refuge, selon un modèle commun à beaucoup de villes dans le Moyen Âge tardif. Le bourg était muni de fortifications qui suivaient plus ou moins le tracé des rues modernes actuelles du centre-ville, alors qu'au sud, celles-ci étaient partiellement délimitées par les structures du château. À l'abri de ce dernier, vers le bourg, se trouvait le refuge, une autre structure défensive destinée à protéger les habitants de la ville et leurs biens.
Dans la deuxième moitié du XVIIIe siècle, la Tour fut transformée en une sorte de résidence secondaire à l'initiative d'une riche famille turinoise. À l'ouest du bâtiment historique, un petit palais fut construit en style gothique, selon le goût romantique de l'époque. Un jardin avec des arbres séculaires occupait toute la zone du château détruit. En 1912, la Mairie de Settimo Torinese acheta la zone du château et la Tour rescapée. De 1922 à 1923, elle y fit bâtir le bâtiment scolaire qui devint le siège de la mairie à partir de 1983. A l'initiative de la Pro Loco et de la Consorteria dei Gamberai, entre le 1975 et le 1976, le peintre Giulio Boccaccio décora les murs et le plafond d'un étage entier de la Tour avec des scènes tirées de l'histoire de Settimo Torinese. La restauration de la Tour et du petit palais du XIXe siècle adjacent s'est terminé en 2003; elle est le symbole de la ville de Settimo Torinese.

### Curiosité
Settimo est appelé la « Ville du stylo » car on estime que 70% de la production arrive dans cette zone.

## Jumelages
La commune de Settimo Torinese est jumelée avec :
- Chaville (France) depuis 1998 ;
- Valls (Espagne) en Catalogne.

## Administration
| Période                                  | Période  | Identité     | Étiquette | Qualité       |
| ---------------------------------------- | -------- | ------------ | --------- | ------------- |
| avril 2009                               | En cours | Corgiat Loia | PD        | centre-gauche |
| Les données manquantes sont à compléter. |          |              |           |               |

### Hameaux
Fornacino, Mezzi Po, Villaggio Olimpia, Paradiso

### Communes limitrophes
Leinì, Volpiano, Caselle Torinese, Brandizzo, San Raffaele Cimena, Borgaro Torinese, Gassino Torinese, Castiglione Torinese, Turin, San Mauro Torinese